# Pararaneus spectator
Pararaneus spectator is een spinnensoort in de taxonomische indeling van de wielwebspinnen (Araneidae).
Het dier behoort tot het geslacht Pararaneus. De wetenschappelijke naam van de soort werd voor het eerst geldig gepubliceerd in 1885 door Ferdinand Karsch.